# 타이 제트
타이 제트는 태국의 전세 항공사로 2003년에 설립해 베를린, 프랑크푸르트, 말레, 서울, 샤르자, 정저우 국제선 노선을 운항했다. 그러나 설립한지 1년도 지나지 않아 2004년에 파산하게 되었고 운항이 중지되고 말았다. 2006년에 사업에 실패한 민간 항공 부서가 철수했다.

## 보유 기종

### 보잉
- 보잉 757-200 2대